# Représentations diplomatiques de l'Estonie

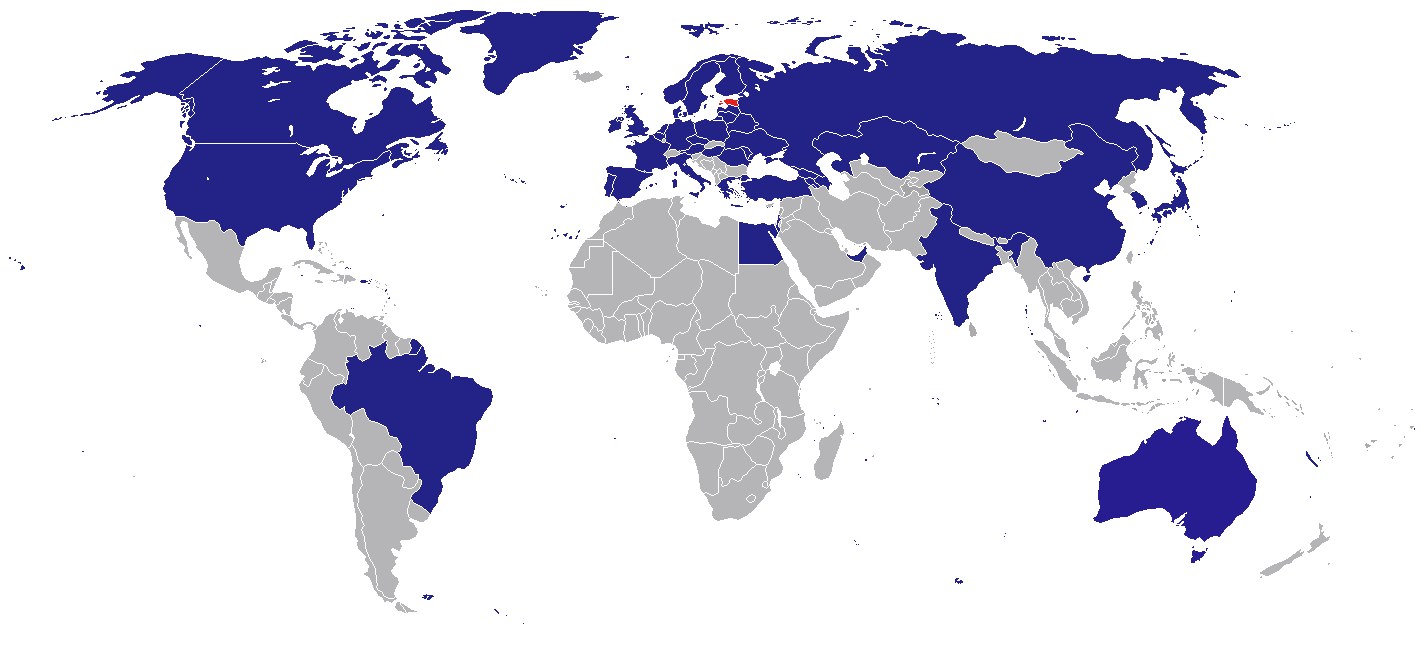
Pays avec des représentations diplomatiques estoniennes.

Ceci est une liste des représentations diplomatiques de l'Estonie. L'Estonie a rétabli un ministère des Affaires étrangères le 12 avril 1990, tandis que le pays retrouvait lentement son indépendance vis-à-vis de l'Union soviétique. 

## Afrique
- Égypte
  - Le Caire (ambassade)

## Amérique
- Canada
  - Ottawa (ambassade)
- États-Unis
  - Washington (ambassade)

## Asie
- Azerbaïdjan
  - Bakou (ambassade)
- Chine
  - Pékin (ambassade)
- Corée du Sud
  - Séoul (ambassade)
- Émirats arabes unis
  - Abou Dabi (ambassade)
- Géorgie
  - Tbilissi (ambassade)
- Inde
  - New Delhi (ambassade)
- Israël
  - Tel Aviv-Jaffa (ambassade)
- Japon
  - Tokyo (ambassade)
- Kazakhstan
  - Noursoultan (ambassade)
- Singapour
  - Singapour (ambassade)
- Turquie
  - Ankara (ambassade)

## Europe

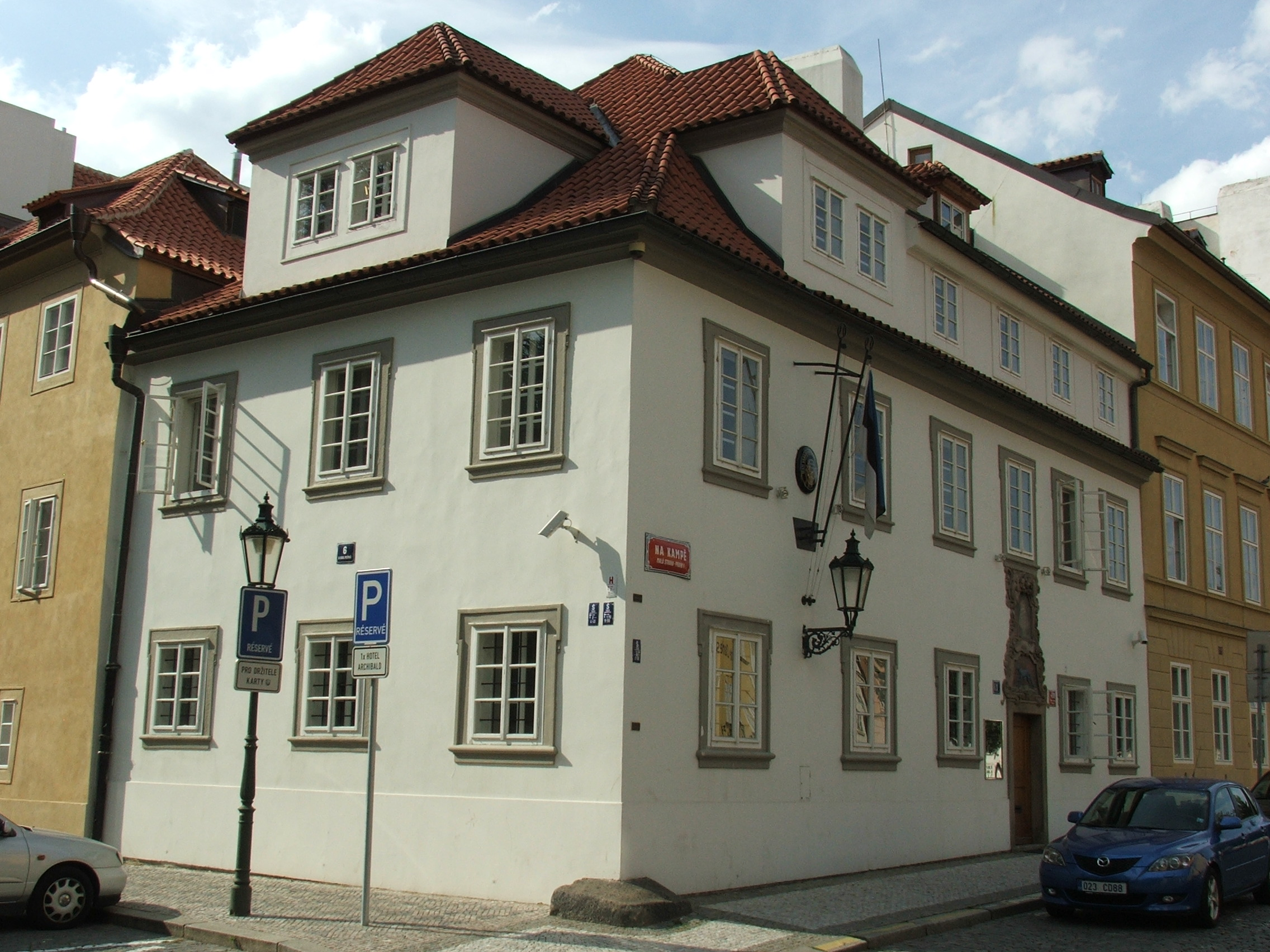
L'ambassade d'Estonie à Prague.

- Allemagne
  - Berlin (ambassade)
- Autriche
  - Vienne (ambassade)
- Belgique
  - Bruxelles (ambassade)
- Biélorussie
  - Minsk (ambassade)
- Danemark
  - Copenhague (ambassade)
- Espagne
  - Madrid (ambassade)
- Finlande
  - Helsinki (ambassade)
- France
  - Paris (ambassade)
- Grèce
  - Athènes (ambassade)
- Hongrie
  - Budapest (ambassade)[1]
- Irlande
  - Dublin (ambassade)
- Italie
  - Rome (ambassade)
- Lettonie
  - Riga (ambassade)
- Lituanie
  - Vilnius (ambassade)
- Moldavie
  - Chișinău (bureau de l'ambassade)
- Norvège
  - Oslo (ambassade)
- Pays-Bas
  - La Haye (ambassade)
- Pologne
  - Varsovie (ambassade)
- Portugal
  - Lisbonne (ambassade)
- République tchèque
  - Prague (ambassade)
- Roumanie
  - Bucarest (ambassade)
- Royaume-Uni
  - Londres (ambassade)
- Russie
  - Moscou (ambassade)
- Suède
  - Stockholm (ambassade)
- Ukraine
  - Kiev (ambassade)

## Océanie
- Australie
  - Canberra (ambassade)

## Organisations internationales
- Bruxelles
  - représentation permanente auprès de l'OTAN
  - représentation permanente auprès de l'Union européenne
- Genève
  - représentation permanente auprès des Nations unies et d'autres organisations internationales
- New York
  - représentation permanente auprès des Nations unies
- Paris
  - représentation permanente auprès de l'UNESCO
  - représentation permanente auprès de l'Organisation de coopération et de développement économiques
- Rome
  - représentation permanente auprès de l'Organisation des Nations Unies pour l'alimentation et l'agriculture
- Strasbourg
  - représentation permanente auprès du Conseil de l'Europe
- La Haye
  - représentation permanente auprès de l'OIAC
- Vienne
  - représentation permanente auprès de l'AIEA
  - représentation permanente auprès de l'Organisation pour la sécurité et la coopération en Europe

## Galerie

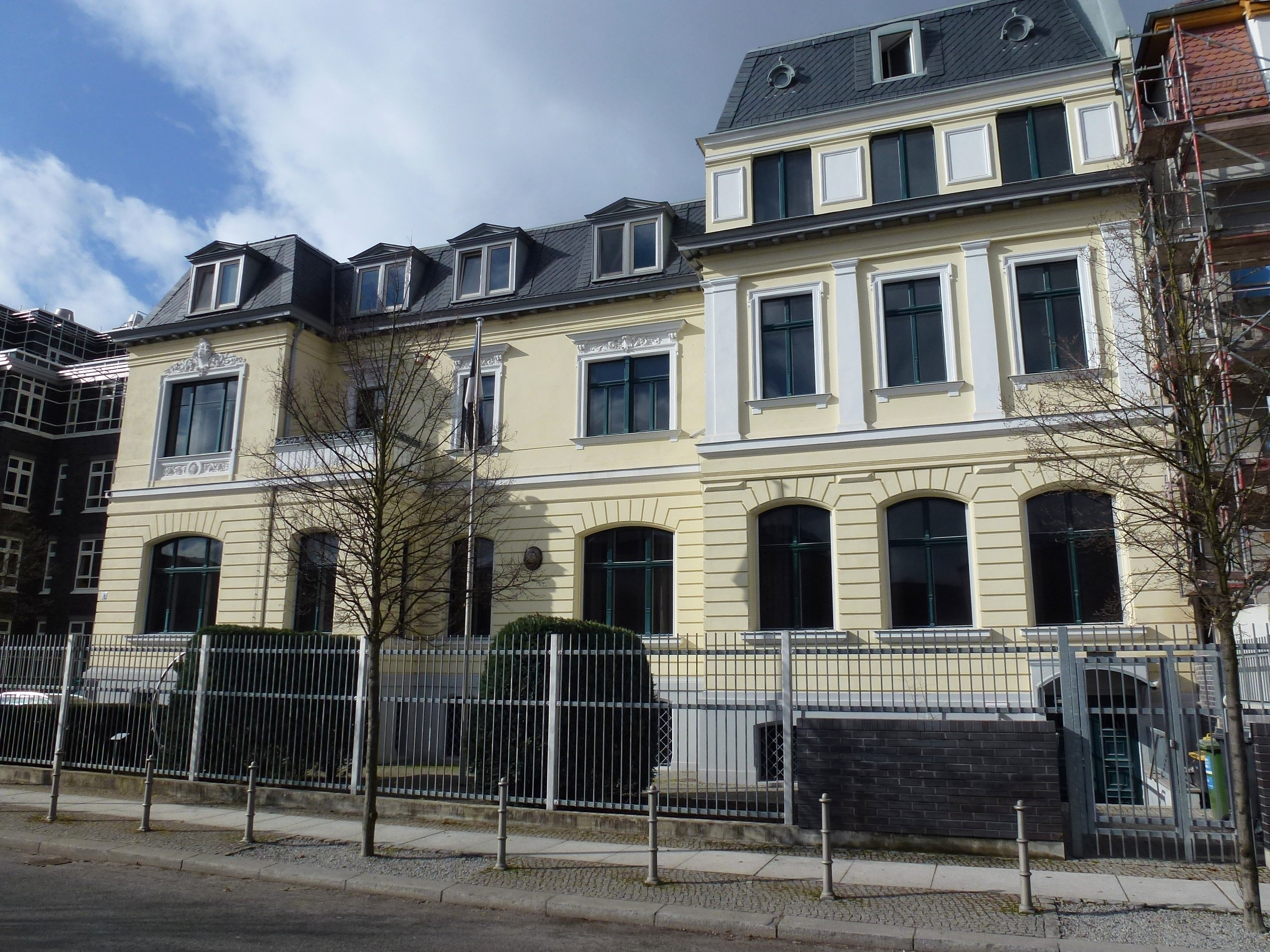
Ambassade à Berlin.
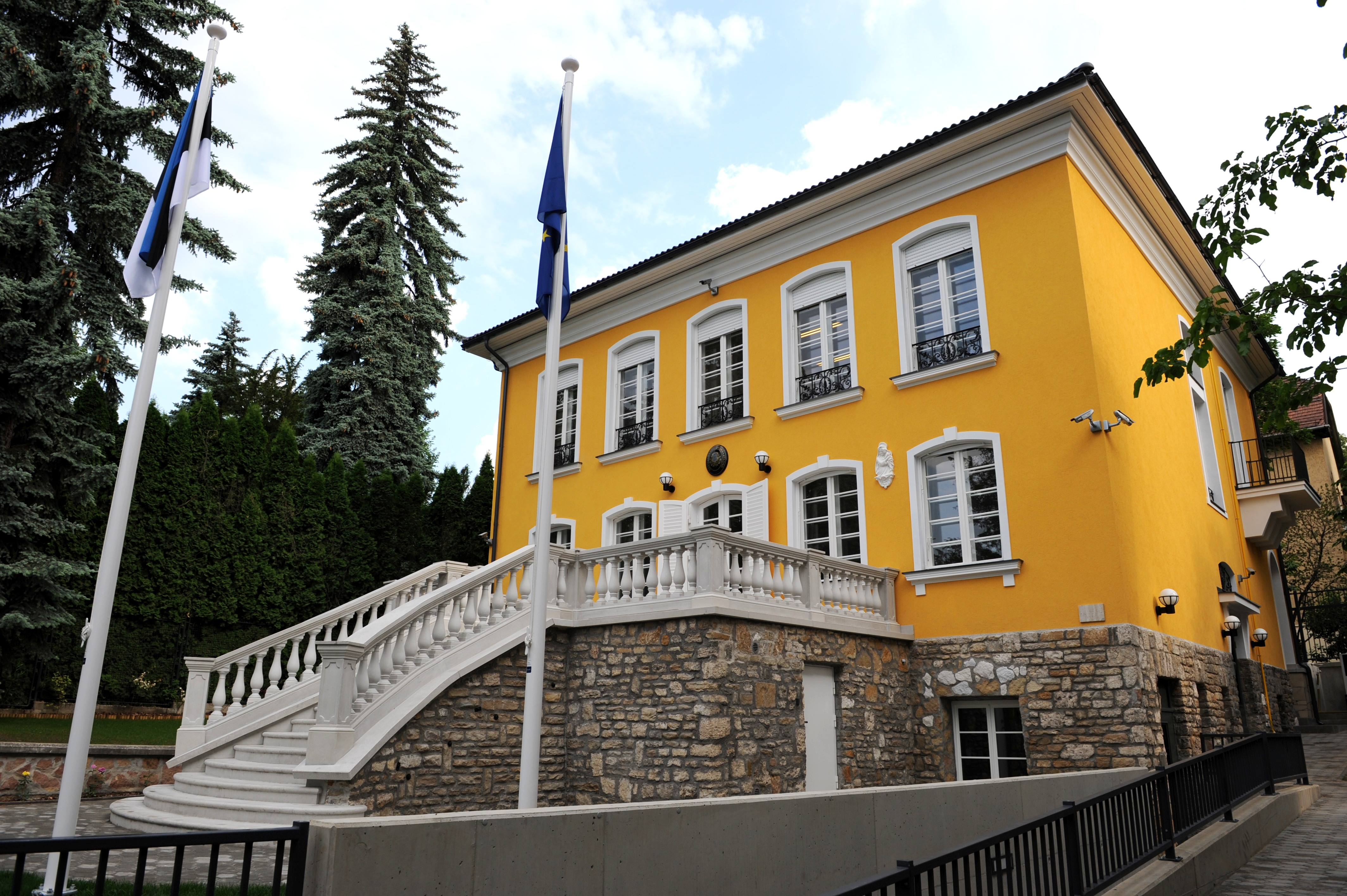
Ambassade à Budapest.
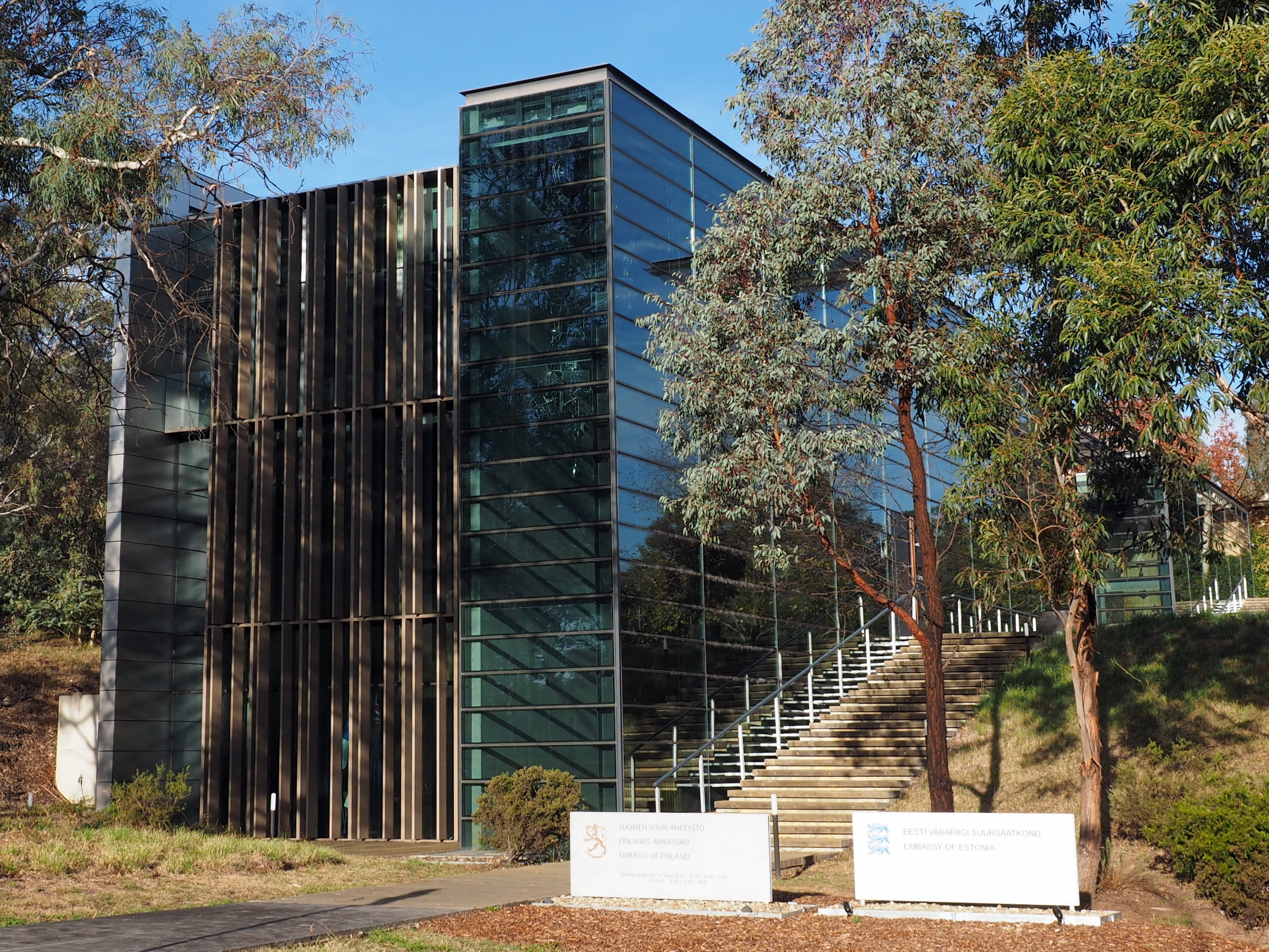
Ambassade à Canberra.
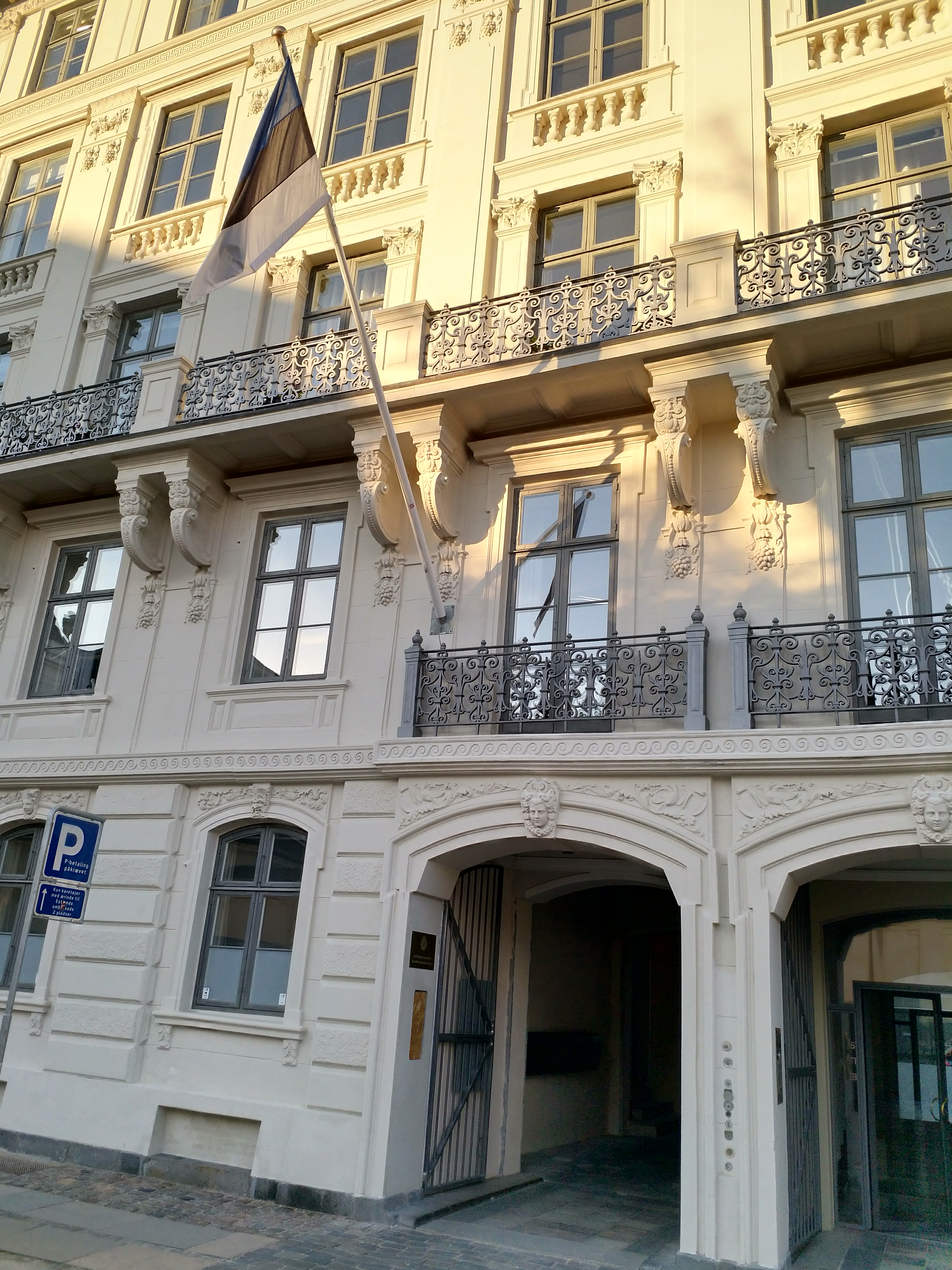
Ambassade à Copenhague.
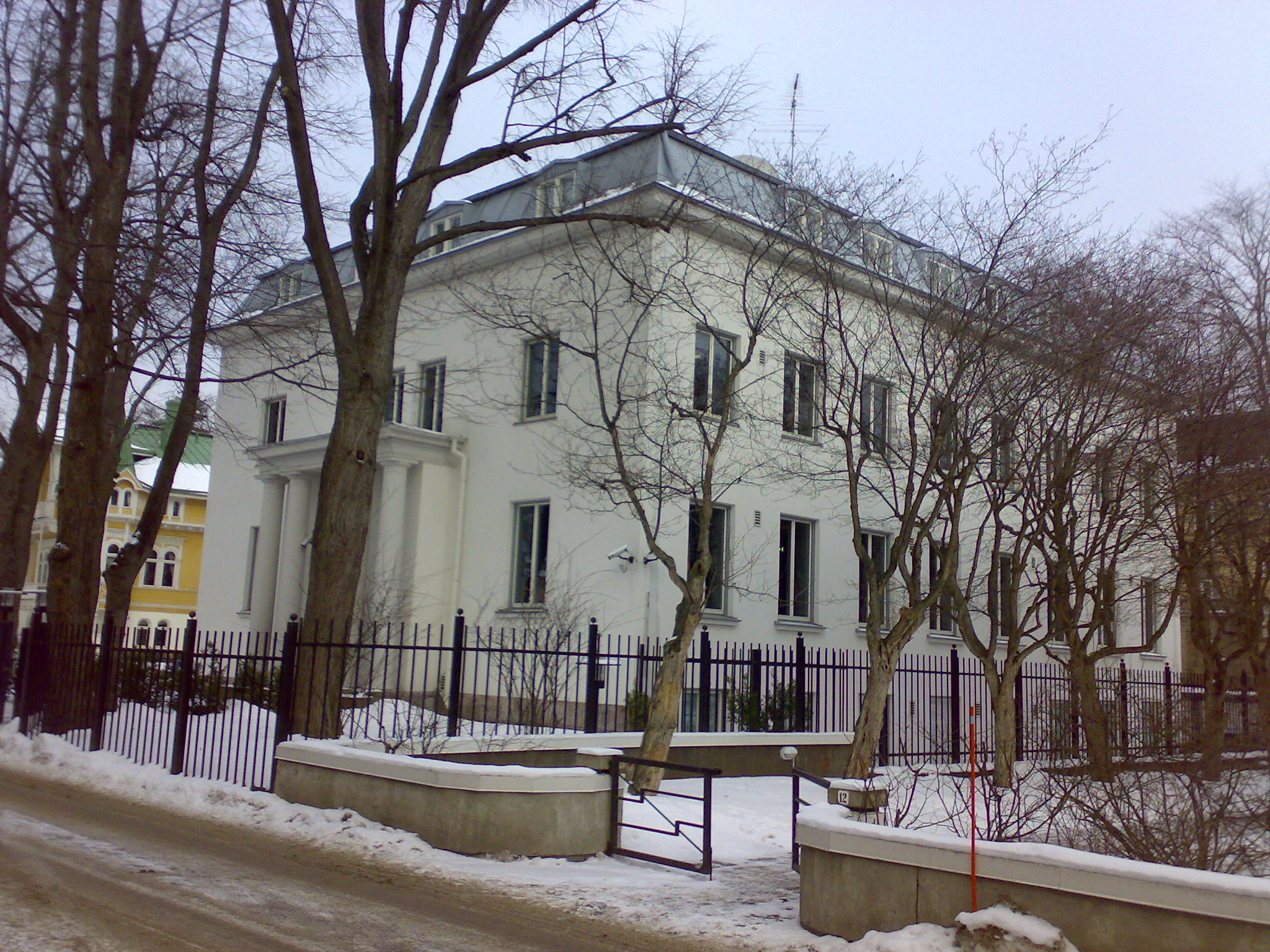
Ambassade à Helsinki.
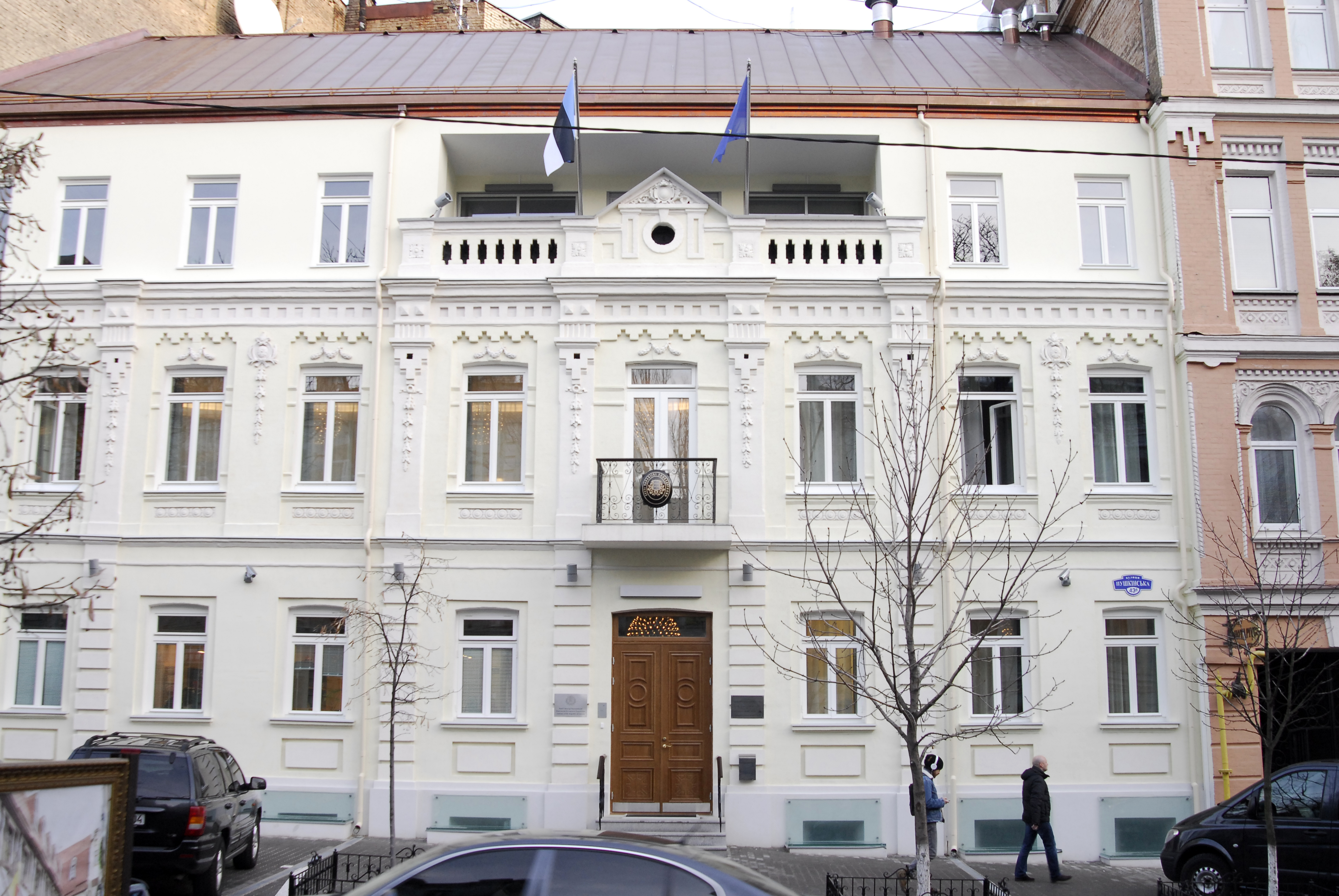
Ambassade à Kiev.
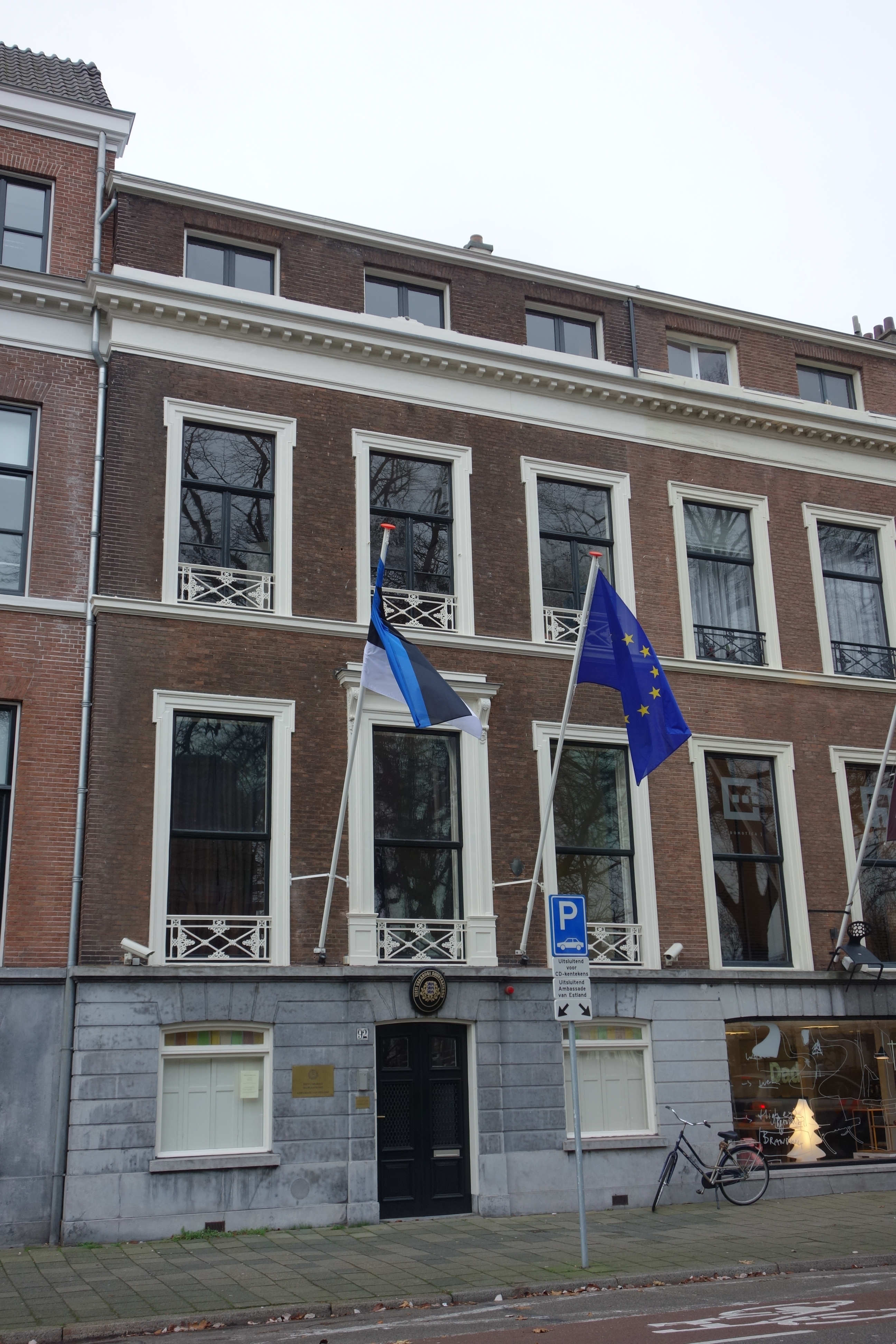
Ambassade à La Haye.
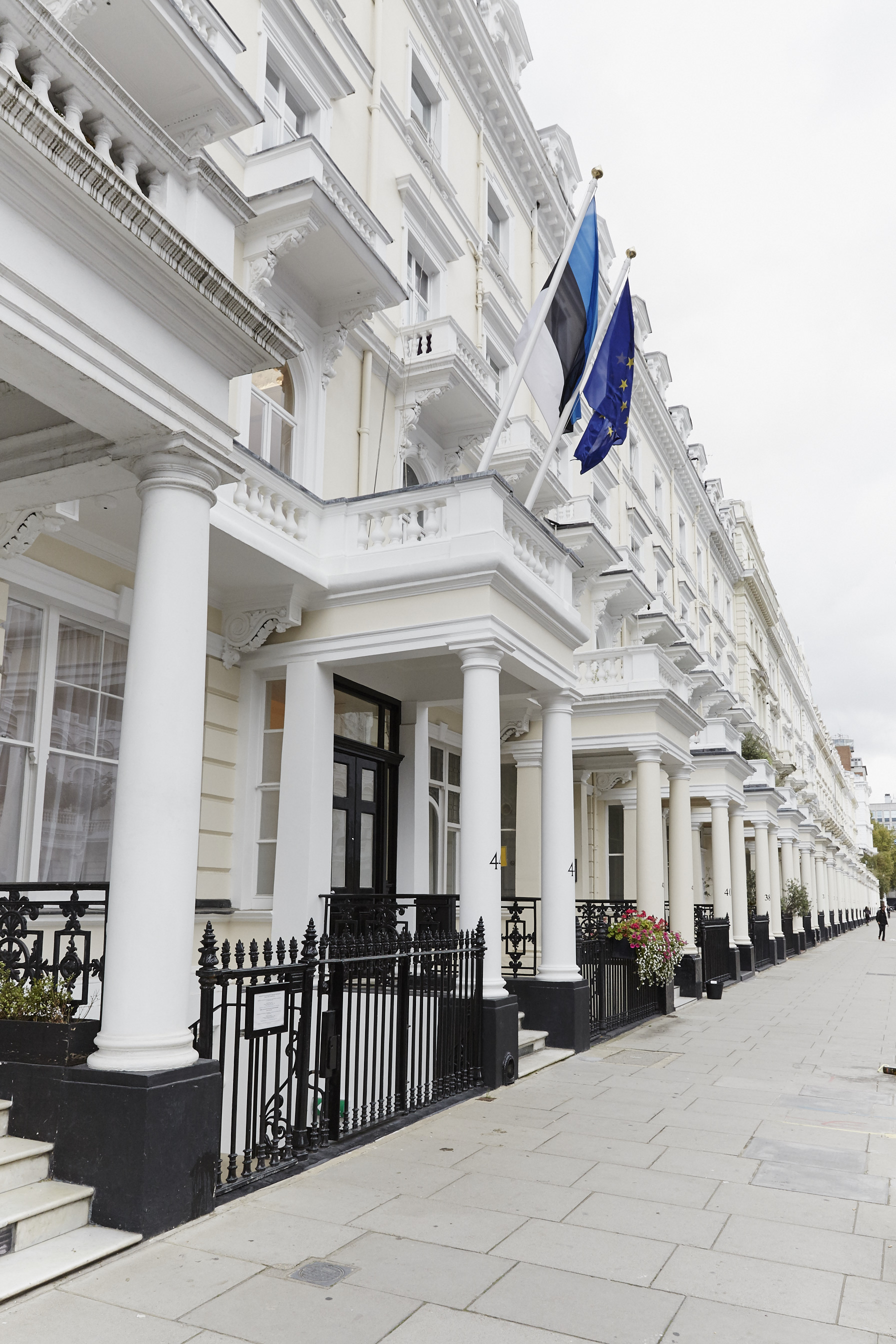
Ambassade à Londres.
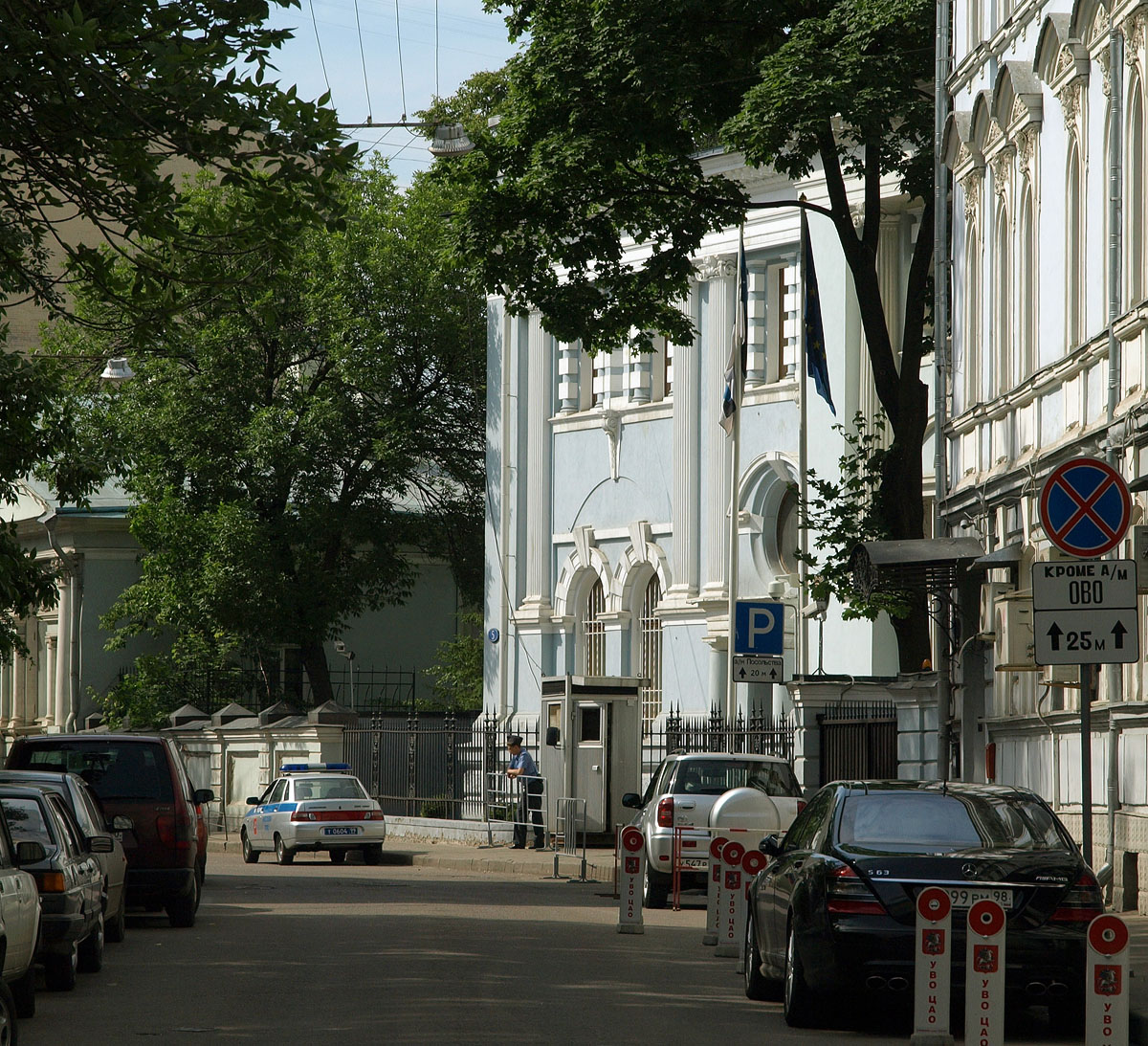
Ambassade à Moscou.
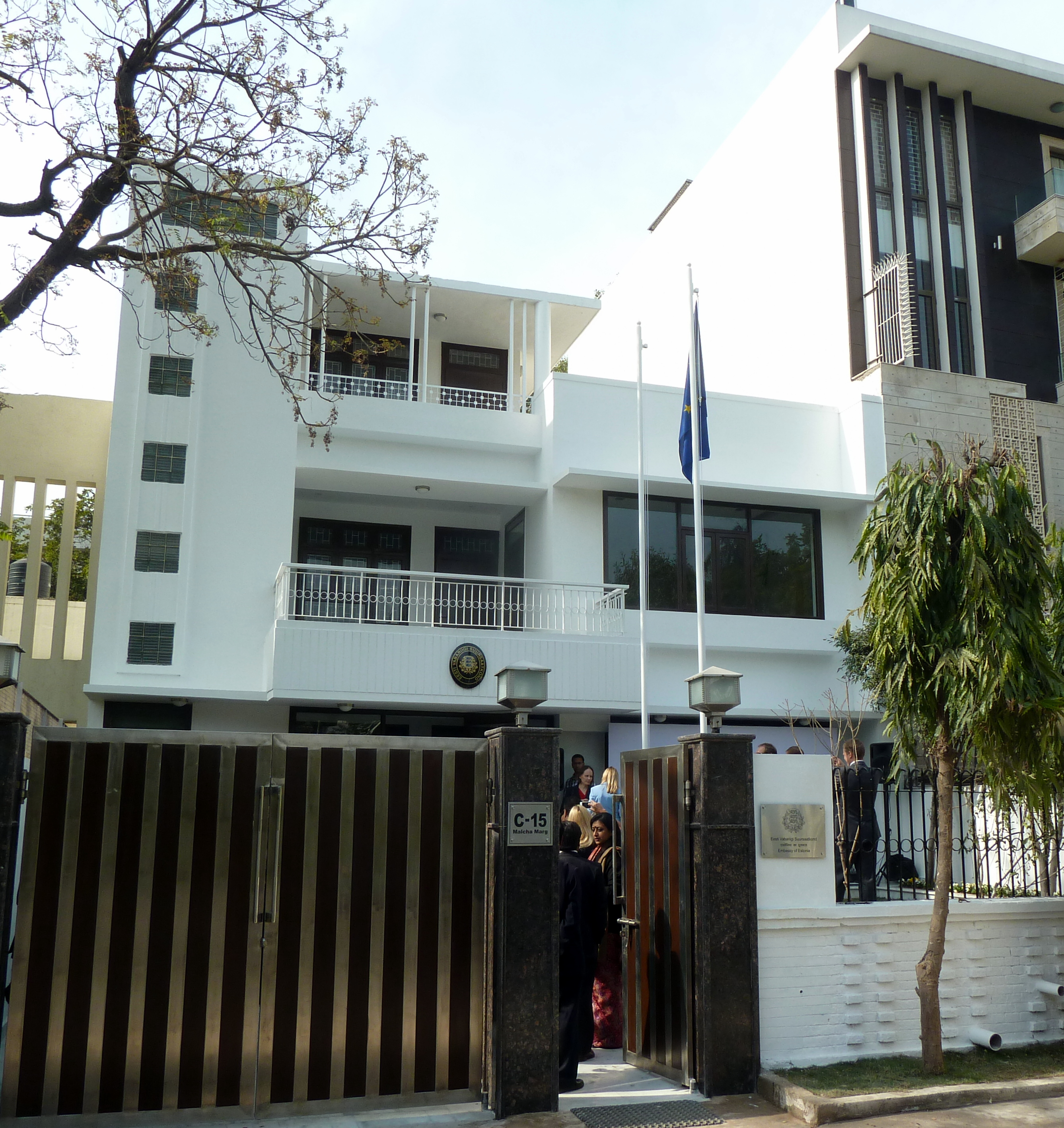
Ambassade à New Delhi.
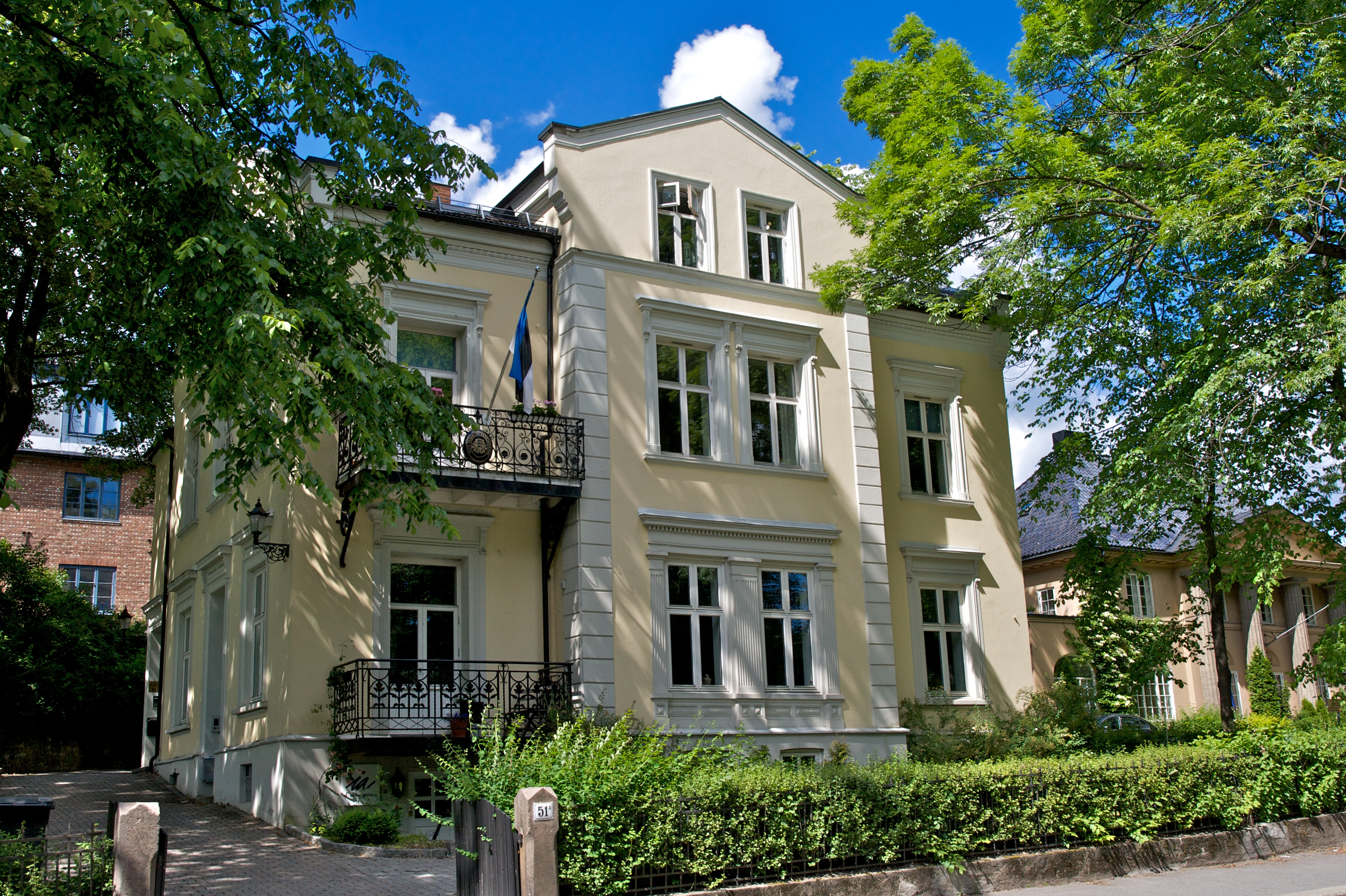
Ambassade à Oslo.
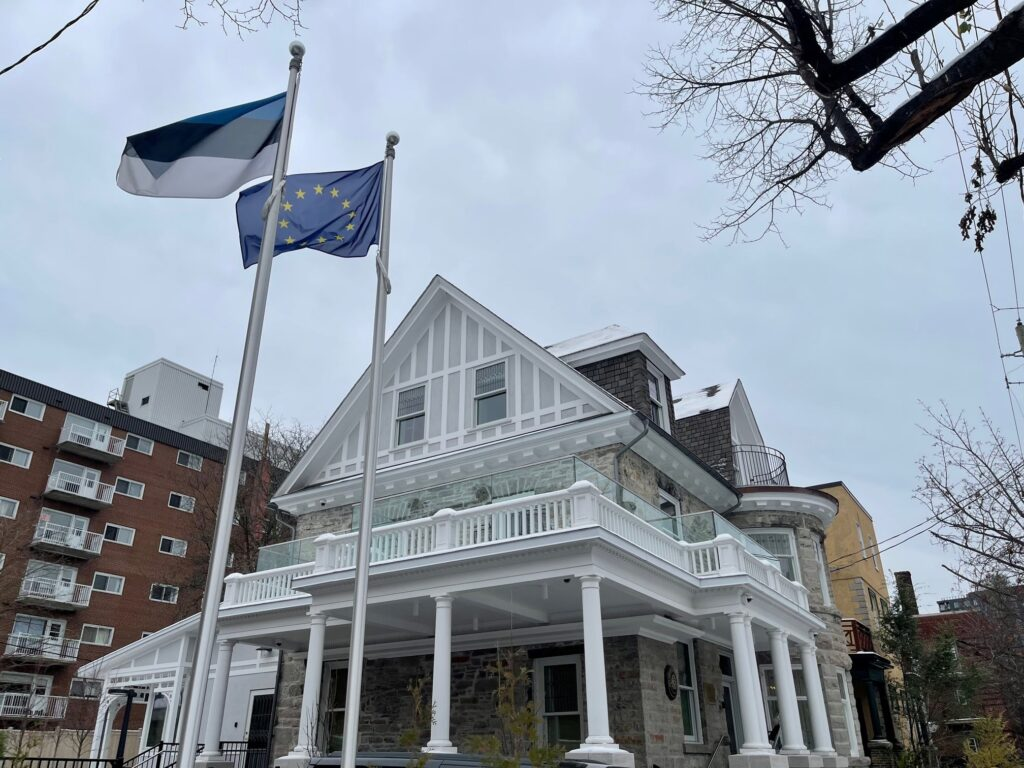
Ambassade à Ottawa.
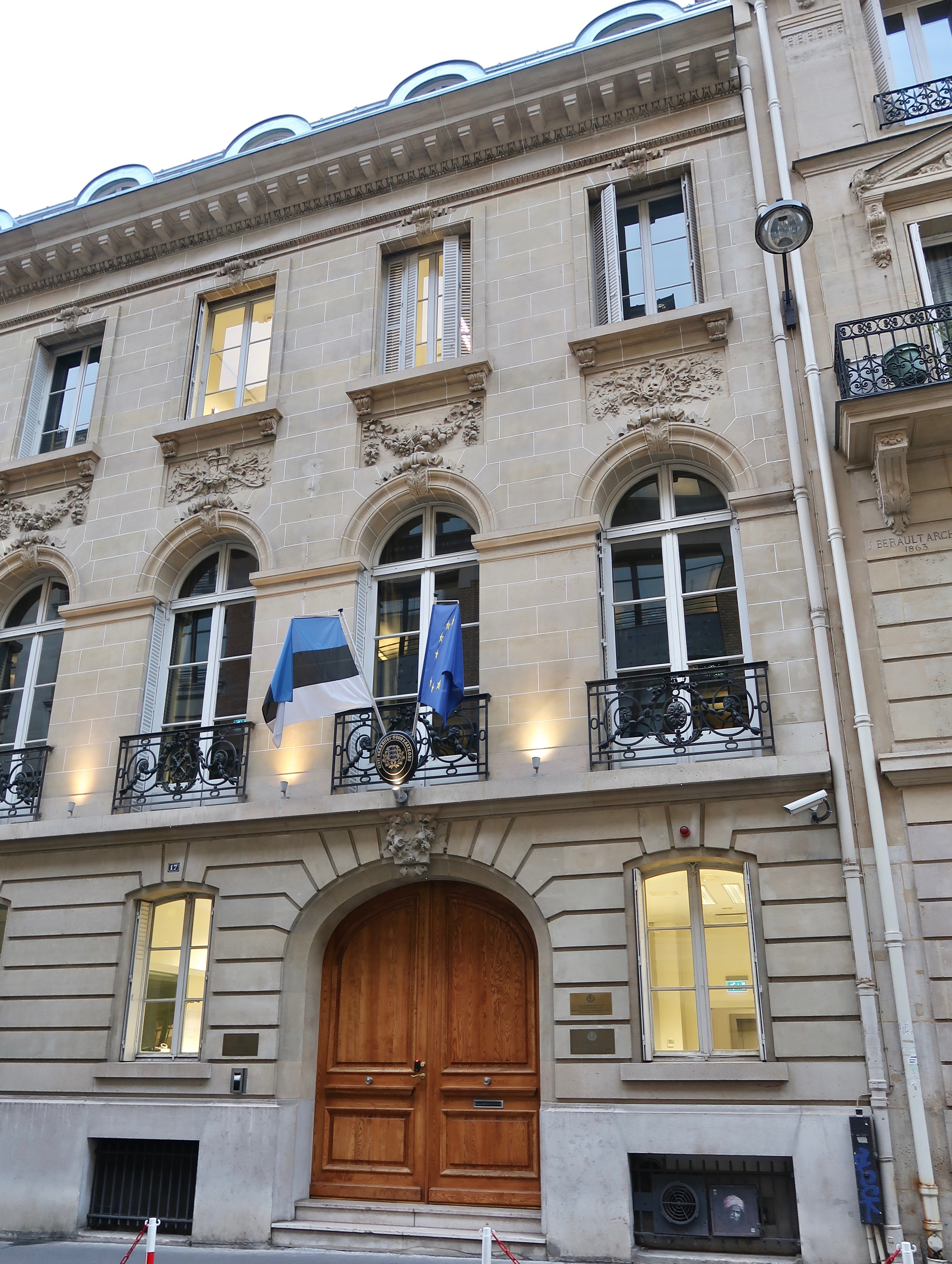
Ambassade à Paris.
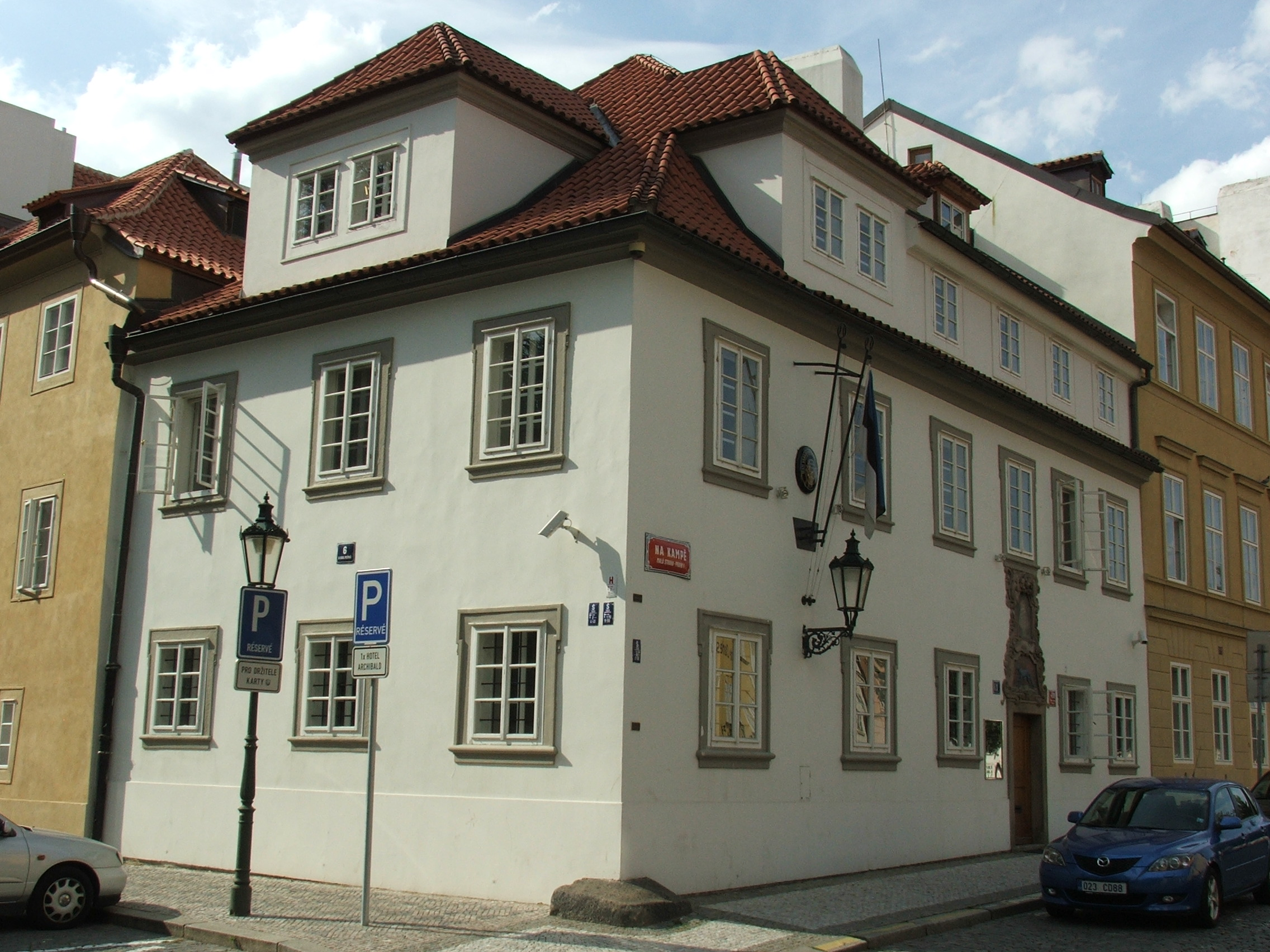
Ambassade à Prague.
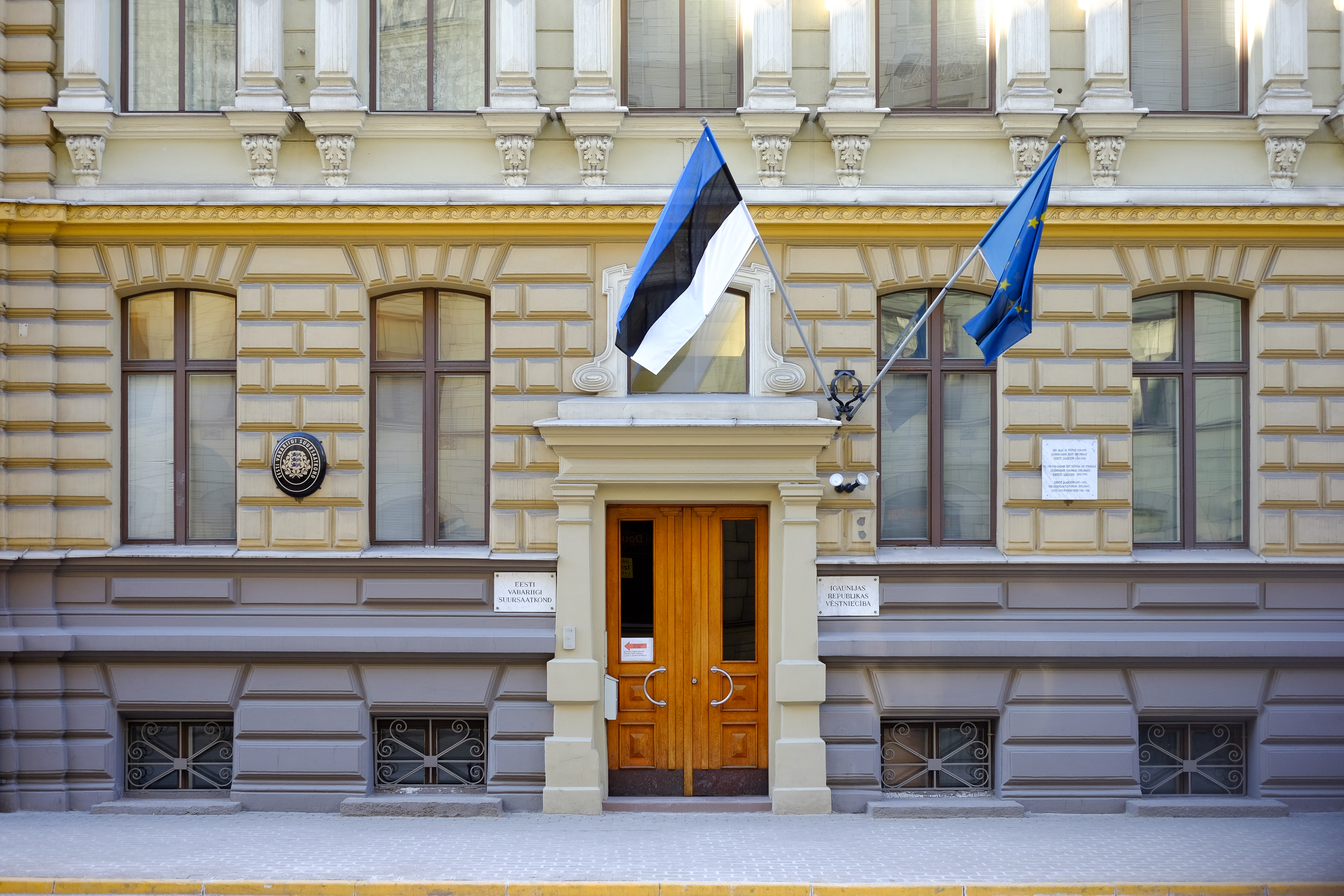
Ambassade à Riga.
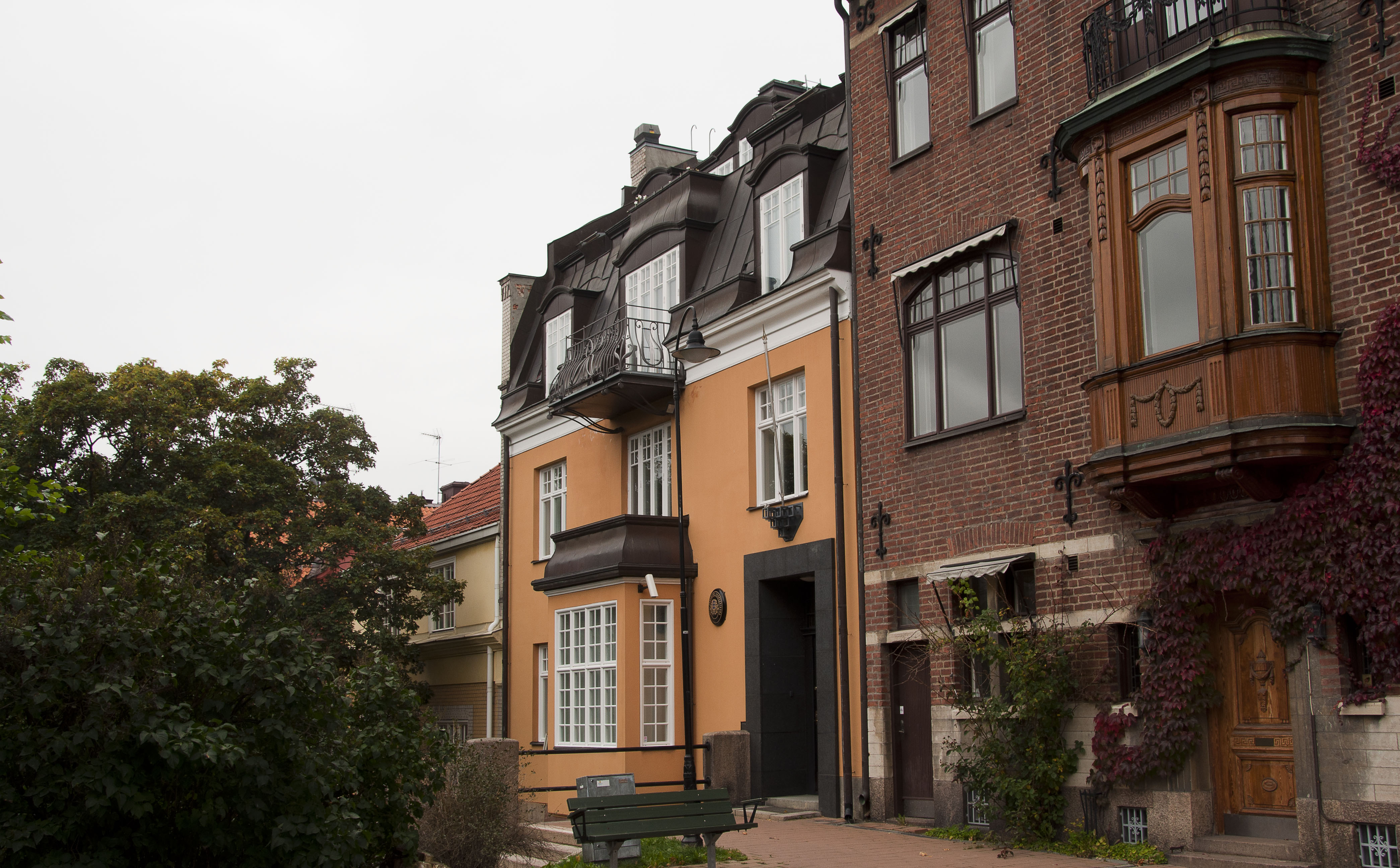
Ambassade à Stockholm.
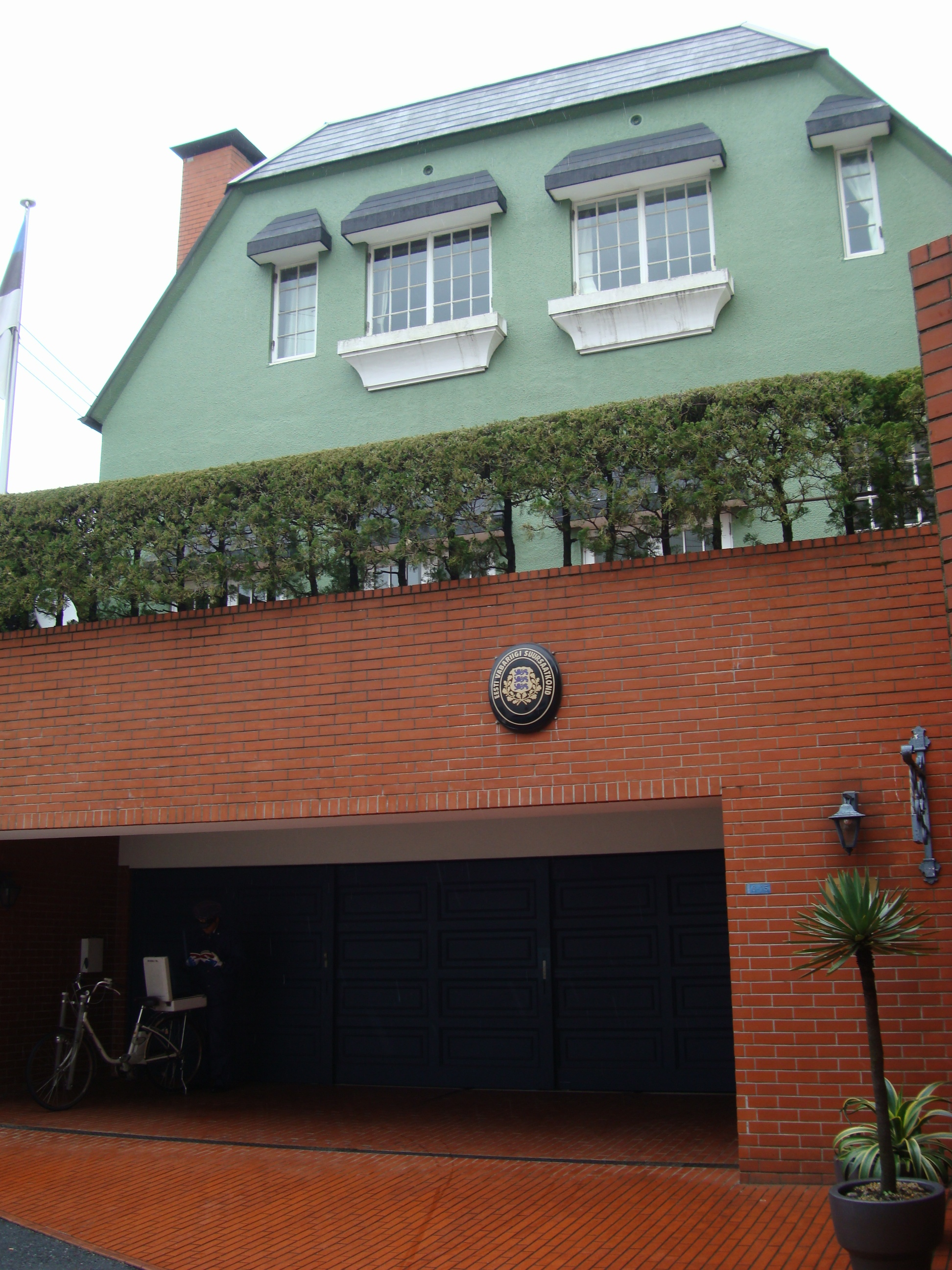
Ambassade à Tokyo.
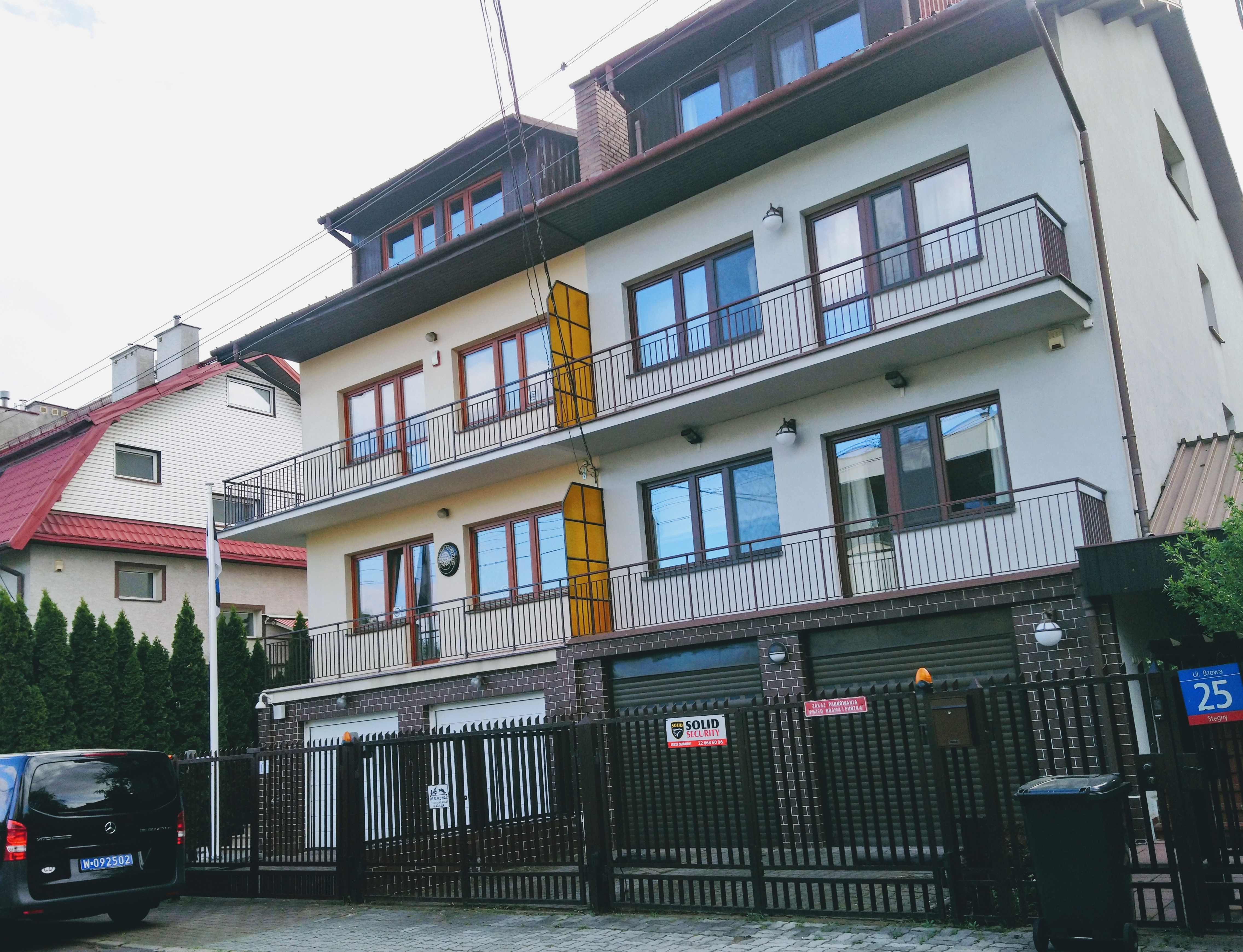
Ambassade à Varsovie.
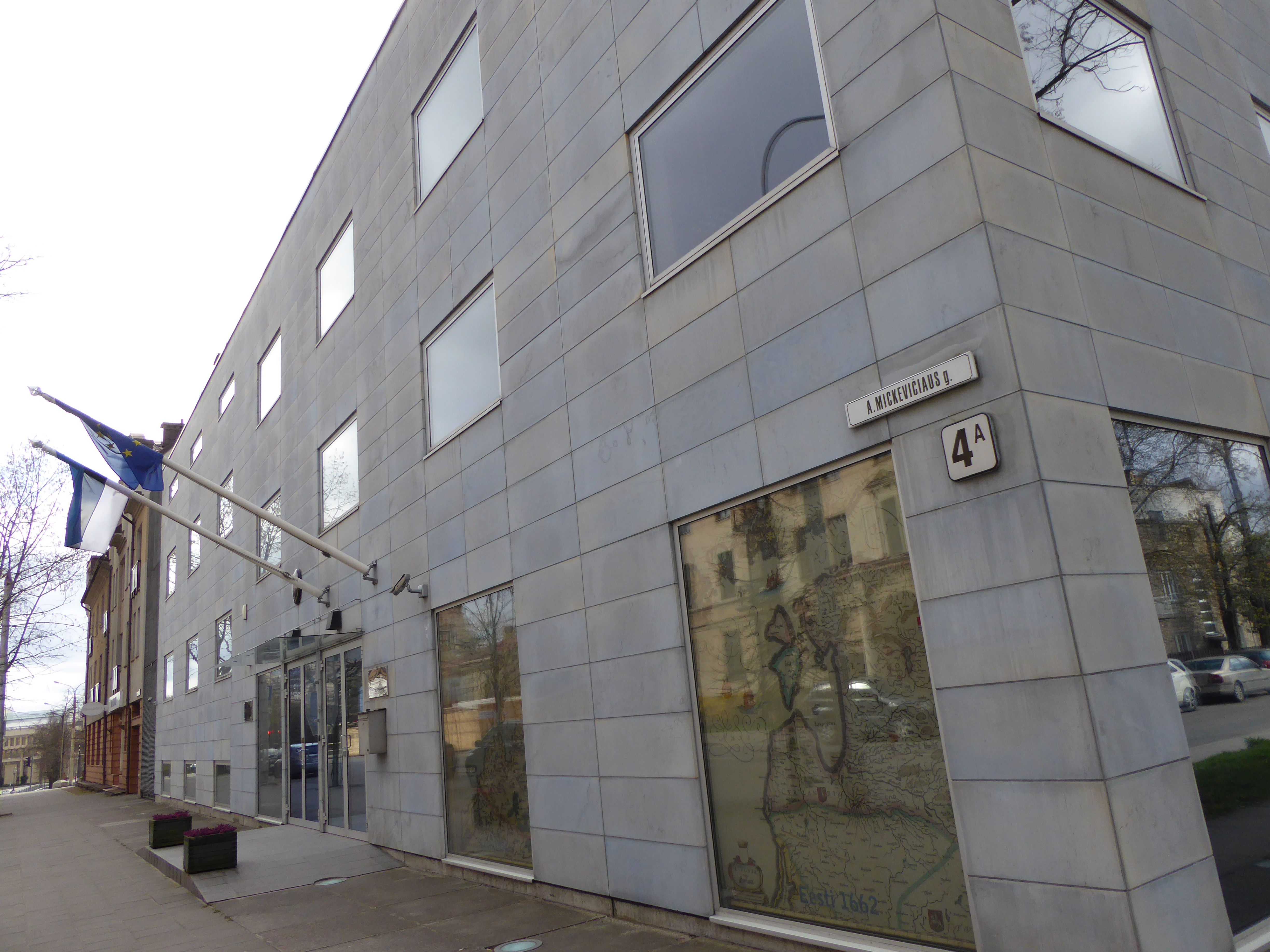
Ambassade à Vilnius.
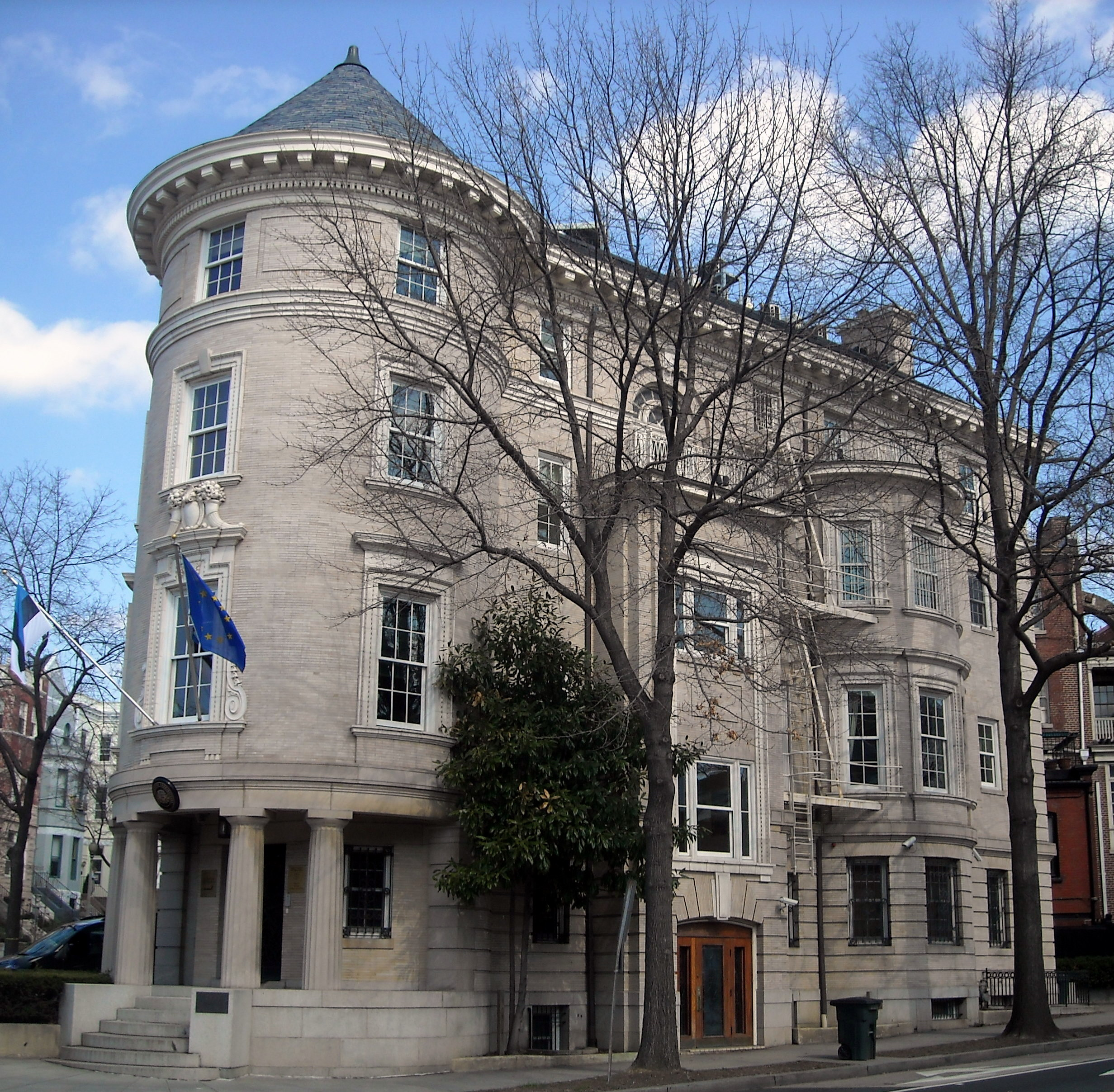
Ambassade à Washington.
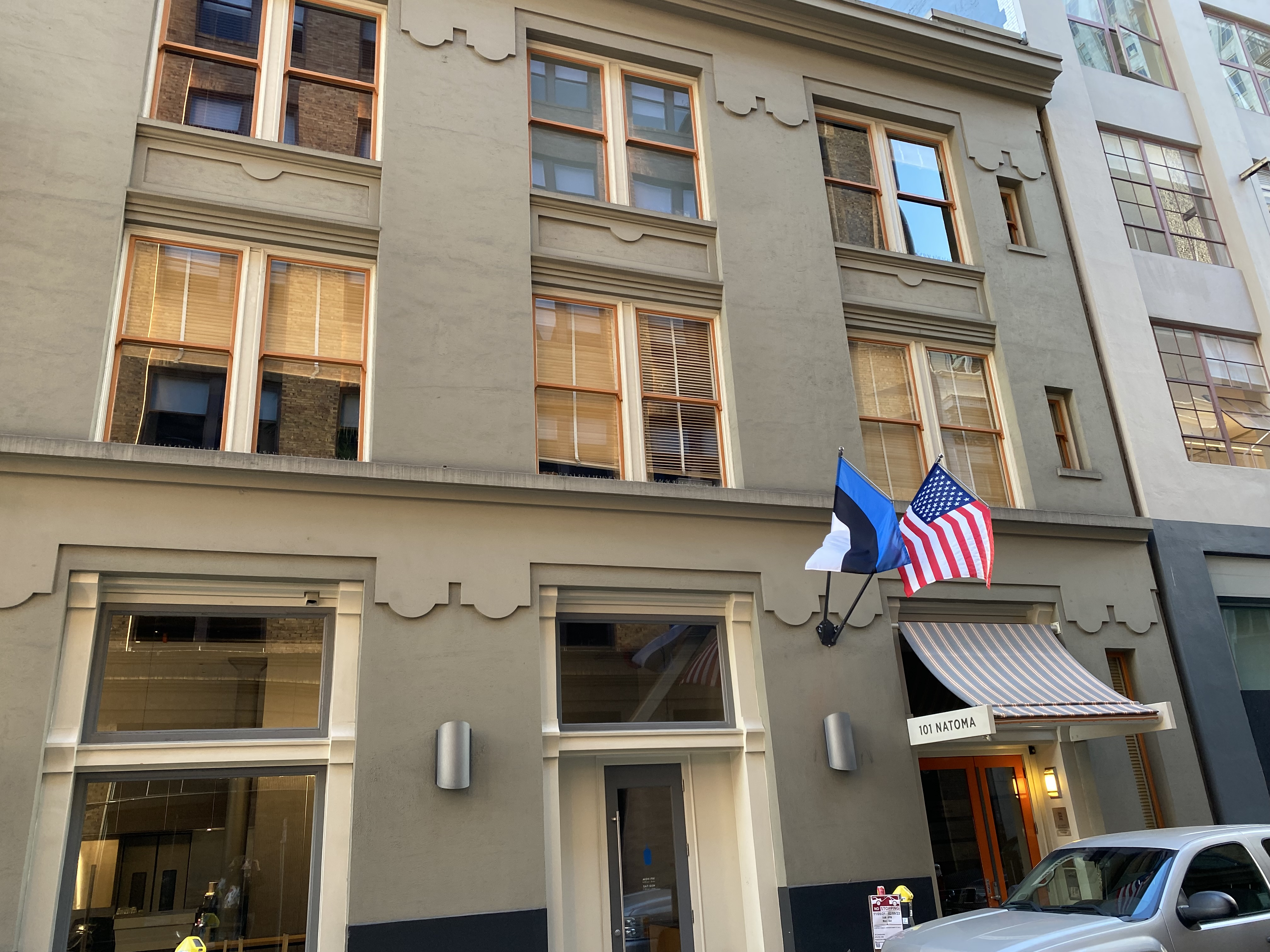
Consulat général à San Francisco.